# Janusz Kamiński
Janusz Kamiński (született Janusz Zygmunt Kamiński, Ziębice, 1959. június 27. –) kétszeres Oscar-díjas lengyel operatőr, filmrendező.

## Munkássága
A Schindler listája (1993) óta Steven Spielberg állandó operatőre. Négyszer jelölték Oscar-díjra, a Schindler listája című filmért 1994-ben, az Amistadért 1998-ban, a Ryan közlegény megmentése című filmért, szintén 1998-ban és a Szkafander és pillangóért 2007-ben. Ezek közül a Schindler listája és a Ryan közlegény megmentése meg is kapta a díjat.
Rendezőként 2000-ben debütált a Sátáni játszma című filmmel, amiben Winona Ryder és Ben Chaplin játssza a főbb szerepeket.
2007-ben a Hania című lengyel film rendezését vállalta, és az operatőr is ő volt. Majd 2011-ben a Hadak útján operatőre volt, mit Oscar-díj-ra jelöltek.

## Magánélete
Felesége Holly Hunter színésznő volt 1995. május 20. – 2001. december 21. között. 2004 óta Rebecca Rankin a felesége.

## Filmjei
- A vadon hívó szava (2020)
- Ready Player One (2018)
- A Pentagon titkai (2017)
- A barátságos óriás (2016)
- Kémek hídja (2015)
- A bíró (2014)
- Lincoln (2012)
- Hadak útján (2011)
- Ki nevet a végén (2009)
- Indiana Jones és a kristálykoponya királysága (2008)
- Szkafander és pillangó (2007)
- München (2005)
- Világok harca (2005)
- Terminál (2004)
- Kapj el, ha tudsz (2002)
- Különvélemény (2002)
- A. I. – Mesterséges értelem (2001)
- Sátáni játszma (2000)
- Ryan közlegény megmentése (1998)
- Amistad (1997)
- Jurassic Park 2. - Az elveszett világ (1997)
- Jerry Maguire – A nagy hátraarc (1996)
- A szerelem színei (1995)
- Mesebeli vadnyugat (1995)
- Kis óriások (1994)
- Bajtársak (1993)
- Huckleberry Finn kalandjai (1993)
- Schindler listája (1993)
- Szerencse cinkelt lapokkal (1992)
- Ice Baby (1991)
- Perzselő szenvedélyek (1991)
- Vadvirágok (1991)